# Désiré Bourgeois
Désiré Bourgeois (13 de dezembro de 1908 - 1996) foi um futebolista belga que competiu na Copa do Mundo FIFA de 1934.